# Kingston Technology
Kingston Technology Corporation  è un produttore statunitense di schede di memoria. La sua sede è a Fountain Valley in California.
È il più grande produttore indipendente di memorie flash.

## Storia
L'azienda fu fondata il 17 ottobre 1987 da John Tu e David Sun. Nel 1995 aprì la sua prima filiale estera a Monaco in Germania.
La testa rossa di Kingston, “Rex” per gli amici, ovunque nel mondo è l'icona che viene identificata come il simbolo di questa azienda indipendente leader mondiale nella fornitura di tecnologie di memoria.
Kingston Corporation ha 24.000 lavoratori e nel 2007 ha avuto un fatturato di 4,5 miliardi di dollari statunitensi.
L'azienda inoltre conta 4 stabilimenti produttivi sparsi nel mondo (Stati Uniti, Cina, Taiwan e Malaysia).

## Prodotti
- Memoria flash
- Computer
- Server
- Stampante
- Lettore mp3
- Telefonino